# マシュー・ジャーヴィス
マシュー・トーマス・"マット"・ジャーヴィス （Matthew Thomas "Matt" Jarvis、1986年5月22日 - ）は、イングランド・ノース・ヨークシャーミドルスブラ出身の元同国代表サッカー選手。現役時代のポジションは両ウィング、両サイドハーフ。

## 経歴

### クラブ
2003年11月、ジリンガムFCにてプロデビューを果たす。2007年6月、ウルヴァーハンプトン・ワンダラーズFCに移籍。2012年8月24日、ウェストハム・ユナイテッドFCにクラブレコードの移籍金（金額は非公開）で加入した。契約期間は2017年まで及び延長オプションが付帯する。2015年9月1日、ノリッジ・シティFCへの1年間の期限付き移籍が決定した。2016年1月、ノリッジ・シティへ完全移籍。2020年2月28日、ウォキングFCに加入した。

### 代表
2011年3月にイングランド代表に初招集され、同29日のガーナとの親善試合にて代表デビューを果たした。

## 所属クラブ
- ジリンガムFC 2003-2007
- ウルヴァーハンプトン・ワンダラーズFC 2007-2012
- ウェストハム・ユナイテッドFC 2012-2016
  -  ノリッジ・シティFC 2015-2016 (loan)
- ノリッジ・シティFC 2016-2019
  -  ウォルソールFC 2019 (loan)
- ウォキングFC 2020-2021

## タイトル

### クラブ
ウルヴァーハンプトン
- フットボールリーグ・チャンピオンシップ : 2008-09

### 個人
イングランド
- PFA年間ベストイレブン : 2006-07